# 沙頭角

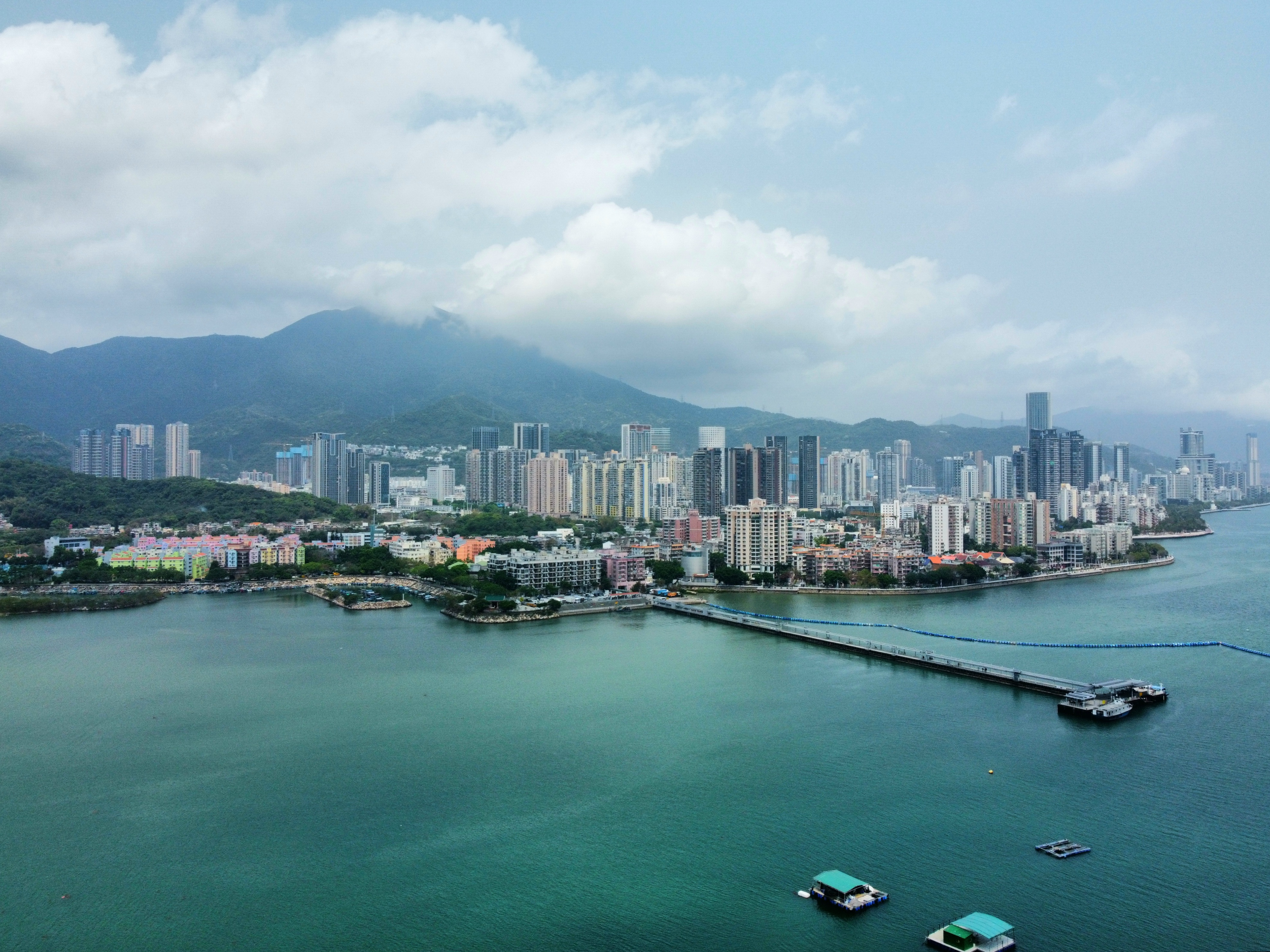
沙頭角の全貌。左右が香港と深圳に分割されている

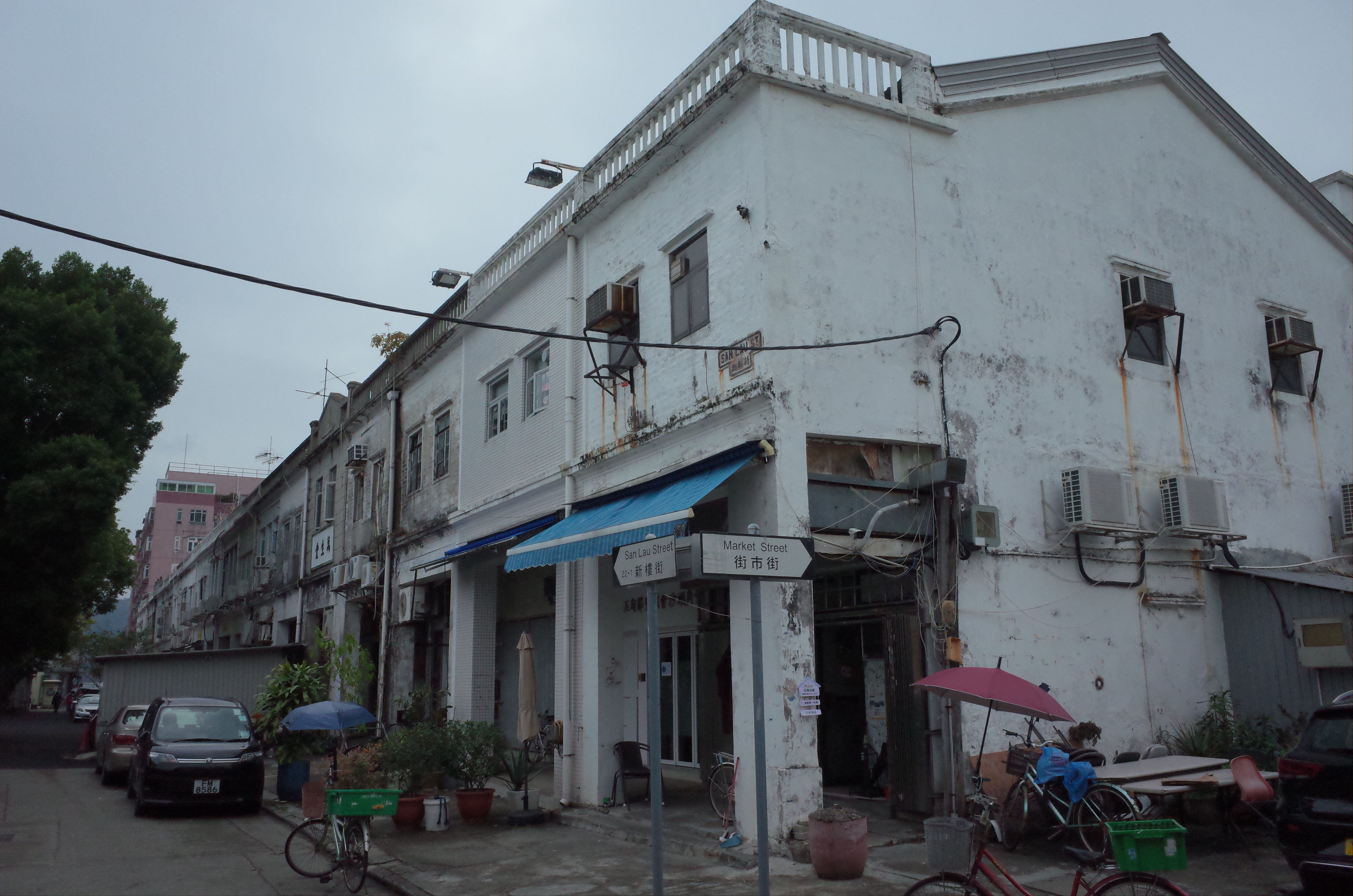
戦前期の騎楼が残る新楼街

沙頭角（さとうかく、英語: Sha Tau Kok、イェール式広東語: Sā tàuh gok）は香港特別行政区新界北区と広東省深圳市塩田区の境界上に跨る地域である。清代には墟市（定期市）として東和墟（別名: 桐蕪墟）が置かれ繁栄していたが、1898年、イギリスが正式に新界を租借した際（展拓香港界址専条）、地域内を流れる沙頭角河を境に中国（華界）と香港（英界）を分ける境界線が引かれた。これにより沙頭角南部は英界に組み込まれたため、村民の往来に支障を来すようになった。後に干上がった沙頭角河の終端部には、街路の中央に境界線が通る中英街が形成された。香港域内の沙頭角の一部範囲は辺境禁区に指定されており、沙頭角村落の村民以外は容易に立ち入ることが難しくなり、往年の繁栄を取り戻すことは難しくなった。
香港域内沙頭角は小さな街として発展している。沙頭角市街は、沙頭角公路石涌凹段を中心として、周囲に「順」から始まる名前のいくつかの通りに囲まれている。中でも沙頭角邨は大部分の住民が居住する場所になっている。本来、多くの沙頭角住民は海岸沿いの棚屋（水上家屋）に生活していた。即ち、蛋家と呼ばれた水上生活者である。後に香港房屋協会による沙頭角邨が落成し、多くの住民は陸に上がり、この辺境禁区唯一の公営住宅へと移った。とはいえ、車坪街と新楼街（戦前期の「広州式騎楼」が立ち並ぶ）には今なお一定数の家屋が立ち並んでいる。沙頭角もうひとつのランドマークは、沙頭角碼頭である。沙頭角碼頭は港の中心に位置する全長100m超の桟橋で、碼頭からは吉澳や三椏といった新界東北の郊外を連絡する街渡（小規模な渡船）が運行されている。
1899年の新界接収後、1980年まで香港政庁は現在の北区の範囲を4つの分区に分けており、その内の一つが「沙頭角区」であった。この制度は80年の長きにわたって沿用されたため、現在でも香港側「沙頭角」は、広義には蓮麻坑、萬屋邊、禾坑、石涌凹、南涌、鹿頸といった元「沙頭角区」の範囲にあった地域を指す。また新娘潭路以東の半島も「沙頭角半島」と呼ばれることがあり（船湾淡水湖を含む）、そのためこの半島上に位置する烏蛟騰、谷埔、鎖羅盆、荔枝窩などの地や、印洲塘一帯の吉澳を中心とした島嶼も沙頭角の一部分に含まれる。

## 地名の由来
沙頭角の名は、ある清朝の大臣が沙頭角一帯を視察した際、大鵬湾の美しい景色を目の前にして「日出沙頭、月懸海角」という2行の詩を詠んだことに由来すると伝えられている。

## 歴史

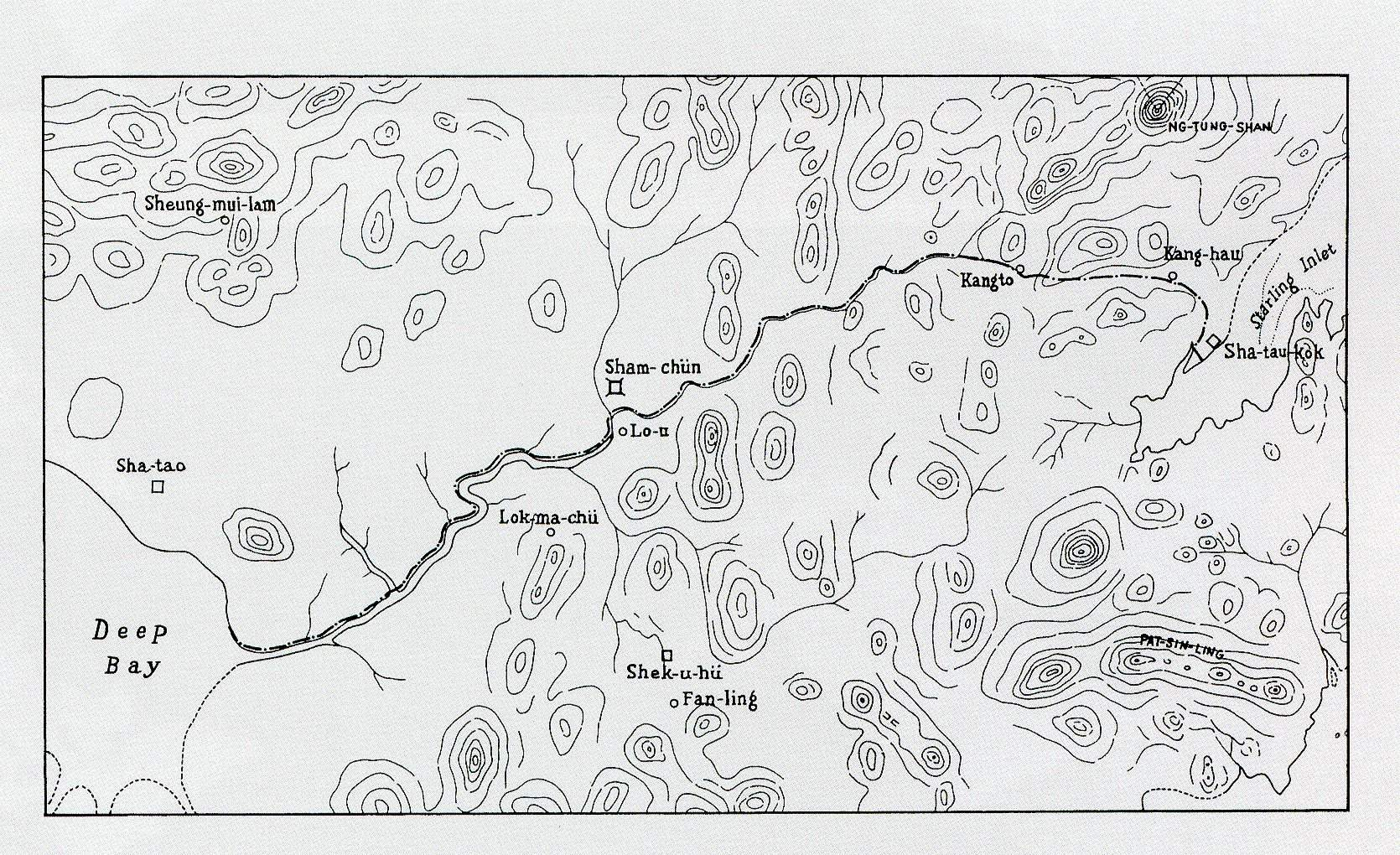
1898年「展拓香港界址専条」附図にある沙頭角（右側に「Sha-tau-kok」とある）

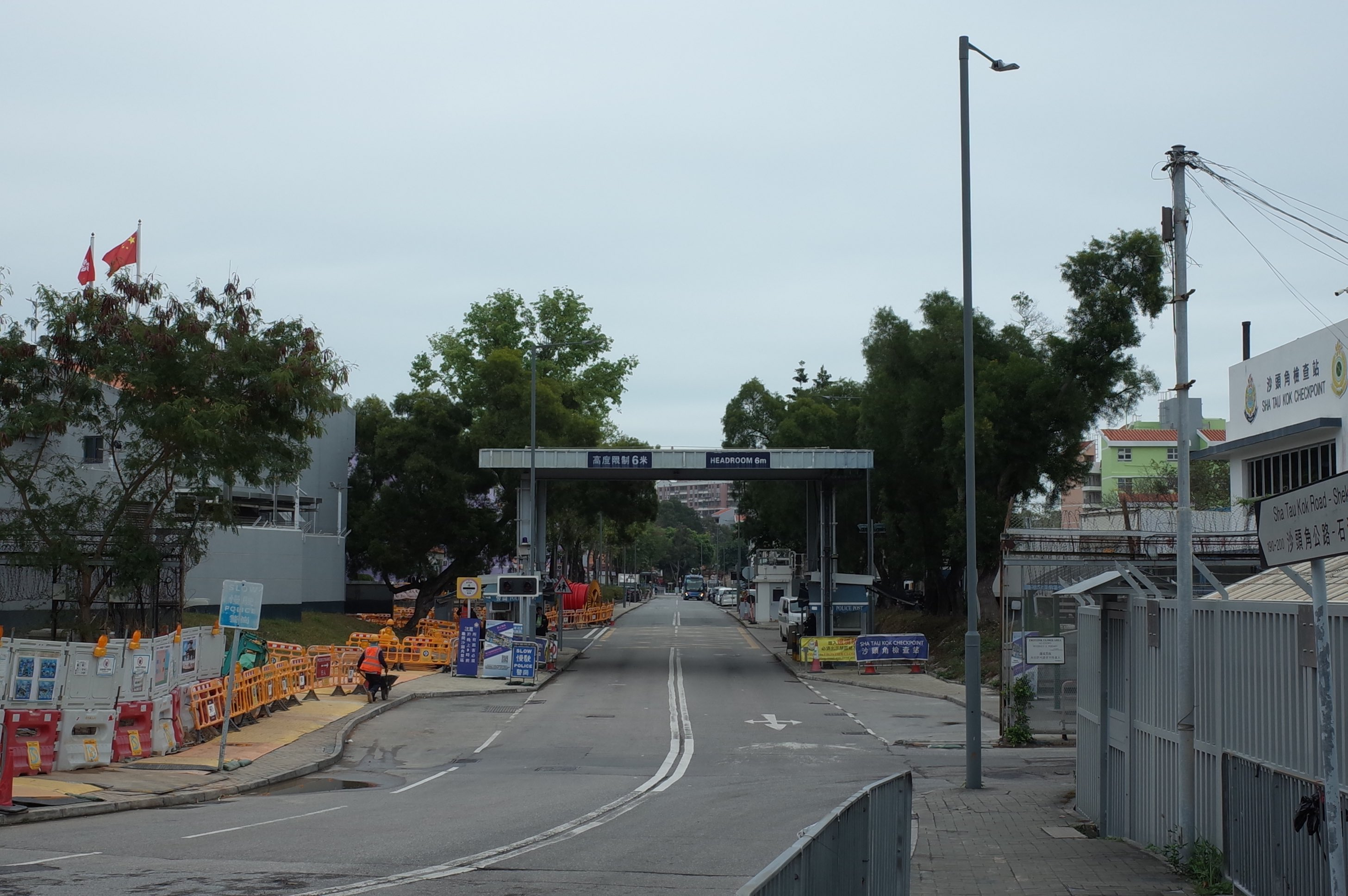
辺境禁区縮小後、石涌凹検査站から移転した現在の沙頭角検査站

深圳側の沙頭角地区からは約5,000年前の新石器時代末期の文物が出土しているが、香港側の沙頭角地区ではこれに関連した発見はなされていない。
清初に遷界令が解除された後、多くの人々が沙塔角一帯に移り住んだ。復界後の沿海部は治安が不安定だったため、現地の郷村は約を組織して共同防衛にあたった。沙頭角には10の約があり、そのうち2つの約は現在の深圳市の範囲にあった（その他8約は香港特別行政区の範囲内）。著名な慶春約は、こうした約の一つである。
1950年代から沙頭角は香港政庁によって香港辺境禁区に指定され、境外からの自由な往来が制限された。第二次世界大戦後の農村部の衰微も相俟って、香港側の沙頭角の人口は数十年来下降の一途を辿っており、居住人口は減少し続けている。対して中國大陸側では改革開放以来、香港に近い沙頭角は寧ろ多く人々を惹きつけている。
1967年7月8日、六七暴動の中で沙頭角銃撃戦が発生した。事件は合計死者6名、負傷者20名という結果になり、香港政庁は境界線の全面封鎖を宣言した。
1997年の香港返還後、香港辺境禁区の封鎖解除を求める声が次第に高まり、エコツーリズムなどの開発を目的として、沙頭角は特に封鎖解除の焦点となってきた。保安局は2006年9月7日、辺境禁区の範囲を大幅に削減するものの、保安上の理由から中英街の開放は検討しないと発表した。その後香港政府は2012年2月15日午前0時をもって、沙頭角墟口前の禁区範囲を開放し、香港市民が自由に進入できるようにした。当日は新界郷議局主席劉皇発と、当時の政務司司長唐英年が開放式典を執り行った。石涌凹検査站は正式に廃止され、辺境検査站はより北側の沙頭角墟口に移され運用されることとなった。

## 地理

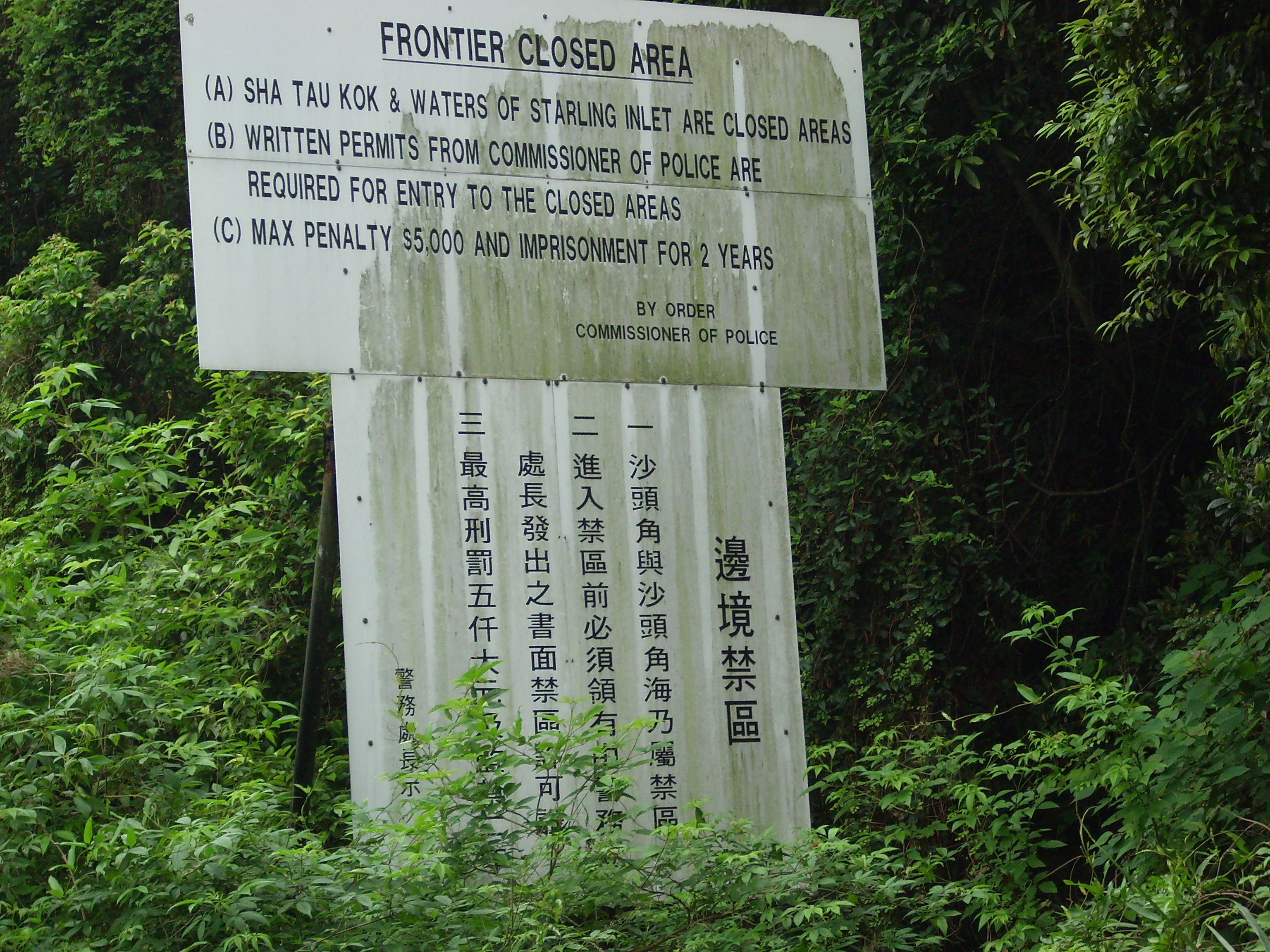
沙頭角にある辺境禁区の標示

沙頭角は大まかに10の約に分かれている。その大部分は香港辺境にあり、2約のみが華界（中国側）に存在している。現在、沙頭角は基本的に以下の3つの部分からなる：
1. 香港の沙頭角：中英街、沙頭角村、週田村、山咀村、担水坑村等
2. 深圳の沙頭角街道：大鵬灣、梧桐山、紅花嶺、沙欄下で、4つの社区（沙頭角社區、田心社區、橋東社區、中英街社區）に分けられる[5]。更に東和社區も含む
3. 深圳の海山街道

香港側の沙頭角は、広義には蓮麻坑、紅花嶺、萬屋邊、禾坑、石涌凹、南涌、鹿頸、沙頭角海などを含む、打鼓嶺以東の新界東北という広大な範囲を指す。船湾を含む赤門海峡以北、新娘潭路以東の半島部全体を伝統的に沙頭角半島と呼ぶ。

## 行政区分

### 香港
沙頭角は北区に属している。沙頭角の人口では一個の区議会選挙区を形成できないため、近隣の打鼓嶺、坪輋といった郷村範囲を含めて同一の選挙区を形成している。
| 年度/範囲  | 1982-1985        | 1985-1988        | 1988-1991        | 1991-1994        | 1994-1999 | 2000-2003 | 2004-2007 | 2008-2011 | 2012-2015 | 2016-2019 | 2020-2023 | 2024-2027  |
| ---------- | ---------------- | ---------------- | ---------------- | ---------------- | --------- | --------- | --------- | --------- | --------- | --------- | --------- | ---------- |
| 沙頭角全体 | 邊境東及大鵬選区 | 邊境東及大鵬選区 | 邊境東及大鵬選区 | 邊境東及大鵬選区 | 沙打選区  | 沙打選区  | 沙打選区  | 沙打選区  | 沙打選区  | 沙打選区  | 沙打選区  | 紅花嶺選区 |

### 深圳
過去、中国側の領域は深圳市羅湖区沙頭角鎮であった。1997年11月7日国務院は羅湖区から沙頭角鎮と梅沙、塩田の2つの行政街道を分離し、塩田区を設置することを承認した。その後、沙頭角鎮は沙頭角街道と海山街道に分割された。

## 合辦農莊
沙頭角には有機栽培で地元産青果を生産する合弁農場があり、主にブドウを栽培している。現在沙頭角中のある場所は、以前は辺境禁区内であり、2018年現在、不動産開発業者や政府からは注目されていない。

## 出入境
沙頭角は、香港と中国大陸の間の出入境管制站の一つでもあり、1997年には越境人流の8%を占めていた。沙頭角出入境口岸は大梅沙、小梅沙、塩田、沙頭角（大陸側）、南澳等へ向かう旅行者に便利である。

## 交通

### 香港から沙頭角へ
香港側の沙頭角には順隆街沙頭角消防局跡の向かいに沙頭角バスターミナルがあり、バス路線・ミニバス路線がそれぞれ1つずつある。どちらも上水バスターミナル（港鉄東鉄線上水駅向かいの上水広場）行きで、この内九龍バス78K線は粉嶺駅を経由する。
タクシーに乗車する場合、香園囲公路と龍山隧道を経由して香港都市部へ向かうことができる。大埔市街への所要時間は以前より10分も短縮された。現在、大埔市街から新界タクシーに乗車して沙頭角へ向かう場合、運賃は約130ドルとなっている。香港・九龍の都市部から向かう場合は大埔中心あるいは太和でタクシーに乗り換えて向かえば、粉嶺・上水で乗り換えるのと比べて料金は同等ながら所要時間を大きく短縮できる。
午後のラッシュアワーから夜にかけては藍田駅から観塘、彩虹、大老山隧道を経て沙頭角へ向かう九龍バス277A線があり、運賃は$20.1、全行程の所要時間は86分である。
| 78   | 沙頭角 | → | 太平   | 平日午前の繁忙時間のみ運行      |
| 78K  | 上水   | ⇄ | 沙頭角 | 每日09:00〜17:00は太平が起/終点 |
| 78S  | 上水   | ⇄ | 沙頭角 | 繁忙時間以外に運行              |
| 277A | 沙頭角 | ⇄ | 藍田站 | 繁忙時間のみ運行                |
| N78  | 上水   | ⇄ | 沙頭角 | 24時間運行                      |

| 55K | 上水站 | ⇄ | 沙頭角 |

### 香港・大陸間の交通
ローカルの公共交通を利用して沙頭角に向かったとしても、辺境管制站とは接続していない。このため、管制站から越境する際には必ず跨境巴士に乗車しなくてはならない。現在は永東直巴管理有限公司（沙頭角快線）と香港中旅旅運發展有限公司（沙巴特快）の2つの会社によって九龍と沙頭角口岸間の直通バスが運営されている。沙頭角口岸の終了時刻が早いため、最終バスは夜10時頃に発車する。

#### 沙頭角快線
路線
九龍塘駅 ⇄ 沙田大會堂（只限部份班次） ⇄ 上水廣場 ⇄ 粉嶺聯和墟帝庭軒 ⇄ 沙頭角一號閘 ⇄ 沙頭角口岸
運賃
九龍塘／沙田 ⇄ 沙頭角口岸：港幣45元
粉嶺／上水 ⇄ 沙頭角口岸：港幣30元
沙頭角一號閘 ⇄ 沙頭角口岸：港幣10元（禁区紙所持者のみ乗車可）

#### 沙巴特快
路線
九龍塘駅 ⇄ 粉嶺名都 ⇄ 沙頭角口岸
運賃
九龍塘 ⇄ 沙頭角口岸：港幣43元
粉嶺 ⇄ 沙頭角口岸：港幣27元

### 深圳側の接続交通
沙頭角口岸を出た後、沙塩路と沙深路の交差点に公共交通乗り場が集中している。沙塩路を直進すると右側にバス停がある（三家店）。以下の各路線が停車し、以下の目的地へ行く：
| 三家店 | 三家店                     | 三家店 | 三家店               | 三家店                        |
| 番号   | 路线                       | 路线   | 路线                 | 备注                          |
| ------ | -------------------------- | ------ | -------------------- | ----------------------------- |
| 308    | 布吉三聯総站               | ⇆      | 大梅沙浜海場站       |                               |
| 358    | 福寧総站                   | ⇆      | 沙頭角公交総站       | 盛龍路、東海道経由            |
| M199   | 山海四季二期華府公交首末站 | ⇆      | 建設路三島中心総站   | 旧103東段                     |
| M205   | 塩田北綜合車場             | ⇆      | 火車站               | 梧桐山隧道経由；旧高峰専線205 |
| M520   | 大梅沙聞檀道場站           | ⇆      | 福田交通枢紐公交場站 | 旧J1東段                      |

交差点を右折して沙深路に向かうと別のバス停がある（沙深路口）。以下の各路線が停車し、以下の目的地へ行く：
| 沙深路口   | 沙深路口              | 沙深路口              | 沙深路口              | 沙深路口              |
| 番号       | 路線                  | 路線                  | 路線                  | 備考                  |
| ---------- | --------------------- | --------------------- | --------------------- | --------------------- |
| 68         | 塩田北綜合車場        | →                     | 沙頭角公交総站        |                       |
| 68         | 深外高中地鉄站        | ←                     | 沙頭角公交総站        |                       |
| 358        | 福寧総站              | ⇆                     | 沙頭角公交総站        | 盛龍路、東海道経由    |
| B619初心号 | 中英街関前站          | ↺                     | 塩田区福利中心        | 旧B662区間            |
| B662       | 2023年7月31日運行終了 | 2023年7月31日運行終了 | 2023年7月31日運行終了 | 2023年7月31日運行終了 |

一部のバス路線は道路工事のため、一時的に上記停留所に停車せず、迂回する場合がある。
また、沙深路を左折して北へ約700メートル進むと、深圳地下鉄8号線の沙頭角駅があり、深圳各地へ向かうことができる。

## 将来的な発展

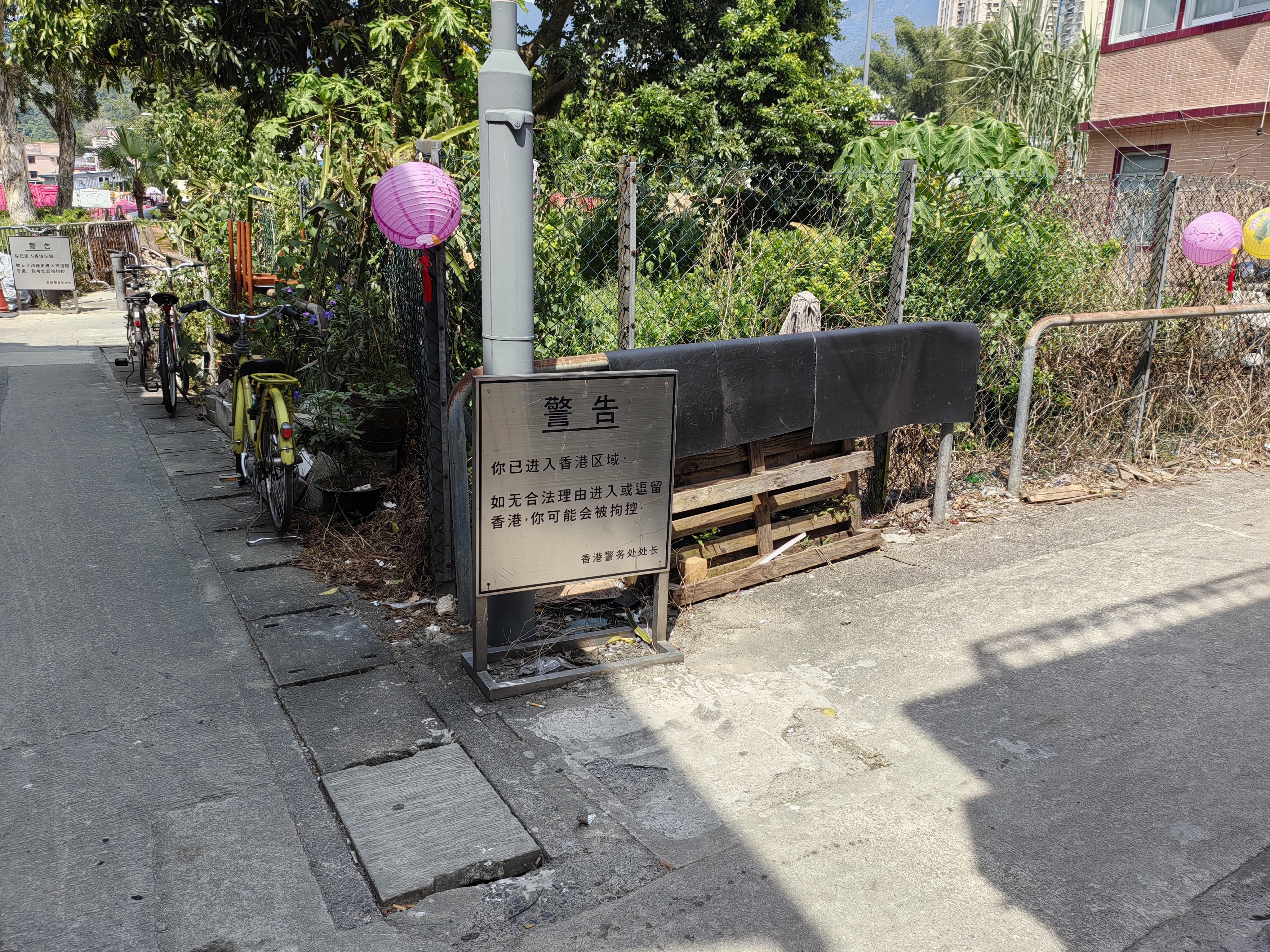
沙頭角の村落

香港時間の2012年2月15日午前0時から、1951年以来初めて香港の辺境禁区が大幅に縮小され、沙頭角の6つの郷村が開放された。このうち、塘肚村、新村、木棉頭村は、以前から禁区縮小がもたらすビジネスチャンスを理解しており、続々と観光名所の建設を進めた。住民たちは、42haの土地を段階的に有機農場、黒ヤギ、ウサギ、牛、ダチョウなどを飼育する動物園に開発する計画を立て、またソウギョを有機養殖する養魚池を多数造成し、エアガン射撃場および9種類のフィールドを擁する野サバイバルゲームフィールドを作ってジープ、ヘリコプター、ミサイル模型などを配置した。事業の合計投資額は1億香港ドルに達したが、休日には1,000人以上の観光客が訪れることを見込んでいる。この他、住民は更なる有機農産物の開発も進めており、すでに20haの水田、月産30tのキノコ農場、5haのラン園を作って香港のホテルに供給している。沿岸部では、住民はヒトデ館を開館し、牡蠣養殖の筏やロブスターや真珠貝の飼育を行う予定で、長期計画としては民宿やホテル等の付帯施設建設を申請し、香港最大のエコロジー・テーマパークの開園を目指している。担当者によると、将来的には海岸線近くまで徐々に敷地を広げ、合計100ha以上の敷地に、海・陸・空をテーマにしたレジャースポットを建設するという。これにより700～1,000人の雇用を提供することも可能で、この地域の住民が地域外に働きに出るために長距離を移動する必要がなくなり、時間と旅費の節約になるという。
沙頭角区郷事委員会主席の李冠洪は、有機農場や歴史的建造物など、禁区開放後の沙頭角にある観光要素についての広報を強化して、一般市民に沙頭角を訪れてもらいたい、と語った。
2020年10月28日、深圳では深圳地下鉄8号線が営業を開始した。8号線は2号線東部延伸区間として塩田区で運行されており、深圳側沙頭角には海山駅と沙頭角駅がある。これにより、当地の住民は深圳中心市街地へのアクセスが更に便利になった。
2022年6月、端午節から毎週末に団体旅行向けに，沙頭角碼頭の開放が始まった。2022/23年度の施政報告において、保安局は中英街を除く沙頭角禁区の段階的開放を発表した。その後、2024年1月からは第二階段の開放が実施された。これにより、香港市民および海外観光客は、香港警察のオンライン電子禁区証システムを利用して沙頭角旅遊禁区証を申請することで、中英街を除く沙頭角禁区に立ち入ることが可能となった。

## 参考資料
1. ↑  “新樓街”.   沙頭角故事館Sha Tau Kok Story House. 2025年1月22日閲覧。
2. ↑  “親歷沙頭角槍戰警察左墀﹕殉職同袍血流乾，抱起很輕”. 明報. (2017年5月5日).  オリジナルの2022年7月25日時点におけるアーカイブ。 2023年3月13日閲覧。
3. ↑  “香港將大幅縮減邊境禁區範圍中英街不在開放範圍”.   中华人民共和国中央人民政府. 2025年1月22日閲覧。
4. ↑  “邊境禁區範圍縮減首階段生效”.   香港政府新聞網. 2025年1月22日閲覧。
5. ↑  “行政区划” (中国語). 2013年7月4日時点のオリジナルよりアーカイブ。2013年3月26日閲覧。
6. ↑  “【落區】沙頭角有個葡萄園：地理老師退休務農 種好香港”. 2018年8月18日時点のオリジナルよりアーカイブ。2018年8月18日閲覧。
7. ↑  “存档副本”. 2007年9月14日時点のオリジナルよりアーカイブ。2007年9月7日閲覧。
8. ↑  “存档副本”. 2008年1月24日時点のオリジナルよりアーカイブ。2008年1月31日閲覧。
9. ↑  「禁區3村億元建農莊迎客　內設野戰場動物園　大逾兩維園」『明報』2012年1月30日。
10. ↑  “施政報告│保安局推5大主題 包括2024年逐步開放沙頭角邊境禁區”.   星島網. 2025年1月22日閲覧。
11. ↑  “沙頭角一日遊：探尋禁區歷史風景”.   香港旅遊發展局. 2025年1月22日閲覧。

- 明報 2006年9月8日《禁區縮水七成 10村解放 中英街仍禁》